# Cantone di Thénac
Il Cantone di Thénac è una divisione amministrativa dell'arrondissement di Saintes.
È stato costituito a seguito della riforma approvata con decreto del 27 febbraio 2014, che ha avuto attuazione dopo le elezioni dipartimentali del 2015.

## Composizione
Comprende i 25 comuni di:
- Berneuil
- Brives-sur-Charente
- Chermignac
- La Clisse
- Colombiers
- Corme-Royal
- Coulonges
- Courcoury
- Les Gonds
- La Jard
- Luchat
- Montils
- Pérignac
- Pessines
- Pisany
- Préguillac
- Rétaud
- Rioux
- Rouffiac
- Saint-Sever-de-Saintonge
- Salignac-sur-Charente
- Tesson
- Thénac
- Thézac
- Varzay